# Karin Jiroflée
Karin Jiroflée (Leuven, 19 mei 1962) is een Belgisch politica voor de SP,  sp.a en Vooruit.

## Levensloop
Jiroflée studeerde in 1984 af als licentiaat in de pedagogiek aan de VUB. Na een tijd docent te zijn geweest, werd ze kabinetsmedewerker van toenmalig minister van Binnenlandse Zaken Louis Tobback en op die manier belandde ze in de politiek.
In 1994 werd Jiroflée op de Leuvense SP-lijst verkozen als gemeenteraadslid en ze werd er onmiddellijk schepen, bevoegd voor sociale zaken, ontwikkelingssamenwerking, welzijn, onderwijs, jeugd, senioren, milieu en gelijke kansen. 
In mei 2003 nam ze ontslag als schepen nadat zij verkozen was als lid van de Kamer van volksvertegenwoordigers voor de kieskring Leuven. Ze bleef er zetelen tot in december 2006 en werd er actief in de commissie Volksgezondheid, waar ze werkte rond de onderwerpen gezondheid, voedselveiligheid en gelijke kansen, maar ook rond ethische thema's als draagmoederschap en euthanasie. 
Daarna was Jiroflée van december 2006 tot mei 2014 provincieraadslid en gedeputeerde van de provincie Vlaams-Brabant, van 2006 tot 2012 bevoegd voor onderwijs, Gezondheid, Sport en Gelijke kansen en van 2012 tot 2014 bevoegd voor Economie. Ook is zij sinds 2003 landelijk voorzitster van VIVA-SVV, het huidige Rebelle, de vrouwenbeweging van de Socialistische Mutualiteiten. Ze volgde in deze hoedanigheid Leona Detiège op.
Nadat ze in 2009 van Leuven naar Haacht verhuisde, nam Jiroflée afscheid van de Leuvense politiek en stopte ze als gemeenteraadslid. Sinds januari 2013 is ze gemeenteraadslid in Haacht en ze werd er in de legislatuur 2013-2018 ook voorzitter van de gemeenteraad. In de legislatuur 2019-2024 was ze er schepen van onderwijs, bibliotheek, kinderopvang, welzijn, gezondheid en gelijke kansen. Na de gemeenteraadsverkiezingen van oktober 2024 bleef Jiroflée schepen van Haacht, opnieuw bevoegd voor welzijn, gezondheid en gelijke kansen en bibliotheek en met als nieuwe bevoegdheden klimaat, duurzaamheid, toerisme en erfgoed.
In 2014 werd Jiroflée opnieuw verkozen in de Kamer van volksvertegenwoordigers. Bij de federale verkiezingen van mei 2019 werd ze als sp.a-lijsttrekker in de kieskring Vlaams-Brabant herkozen. Vijf jaar later werd ze bij de federale verkiezingen van juni 2024 laatste opvolger op de Vlaams-Brabantse lijst van Vooruit en verdween ze bijgevolg uit de Kamer.